# Трихограма бура
Бура трихограма використовується для боротьби з шкідниками польових культур.
Забарвлення її тіла змінюється від світло-бурого до чорного. Довжина яйцеклада дорівнює третині довжини її тіла.
Бура трихограма представлена великою кількістю географічних форм, поширених як у посушливих, так і у вологих районах.
Вона зустрічається на посівах цукрових буряків, зайнятих парах, капусті, конюшині, кукурудзі тощо. Основними її живителями є озима і капустяні совки. Однак вона може розмножуватися і на інших видах комах — гороховій, городній, гаммі, бавовниковій, конюшиновій, люцерновій совках,тополевій стрічкарці Catocala elocata, на кукурудзяному та лучому метеликах, ріпаковому білані, капустяній молі, гороховій плодожерці тощо. Яйця капустяних біланів більшість форм трихограми заражають неохоче.
Тривалість розвитку бурої трихограми дещо більша, ніж інших видів. Плодючість при розмноженні в яйцях зернової молі коливається від 25 до 30 яєць.
Статевий індекс (співвідношення самців і самок) 1:2 — 1:2,5. Бура трихограма розселюється протягом одного покоління і заражає яйця при температурі 17-19° на відстані до 15 м. При 25-30° її активність підвищується, часто злітає і може заражувати яйця шкідників у радіусі до 30 м. За допомогою вітру трихограма може переміщуватися і на більшу відстань.
Розвиток бурої трихограми в середньому триває при температурі 30° — вісім днів, 28° — дев′ять, 25° — 11, 22° — 14, 20° — 16, 18° — 21, 16° — 27, 13° — 40, при 11,5° — 53 дні. Нижній поріг розвитку — температура 10°. В умовах України розвивається до дев′яти поколінь паразита за сезон.
Оптимальними умовами для розвитку та життєдіяльності бурої трихограми є температура в межах 18-30° і відносна вологість повітря 60-95%. Особливо активна вона в сонячну погоду, однак прямих сонячних променів уникає. Вранці трихограма, як правило, зосереджується на верхньому боці листків, а в середині дня переходить на нижній бік, при температурі 35° і більше ховається в тінь.
Відомо чотири раси бурої трихограми (совкова, біланова, вогнівкова, плодожеркова) і близько 15 її екотипів. Використовуючи трихограму, необхідно враховувати ступінь спеціалізації її рас і екотипів.
Наприклад, бура трихограма, виведена з яйцекладок стеблового метелика, значно ефективніша проти цього шкідника порівняно з расами, одержаними з яєць капустяної совки. Совкова трихограма заражала не більше 60% яйцекладок стеблового метелика, а вогнівкова — 70-80%. 
Совкова раса бурої трихограми майже не заражає яйця конопляної листовійки, а форма, одержана з яєць цього шкідника, заражає їх на 67-73%.
В Україні вивченням і застосуванням трихограми для захисту рослин займалися М. А. Теленга і М. П. Дядечко.